# Miyuki Miyabe
Miyuki Miyabe (jap. 宮部 みゆき, Miyabe Miyuki; * 23. Dezember 1960 in Kōtō, Präfektur Tokio) ist eine japanische Schriftstellerin.

## Leben
Geboren in Fukagawa, einem Stadtteil des Tokioter Bezirks Kōtō, verbrachte sie ihre Kindheit in Japans Hauptstadt. Nach dem Abschluss der Sumidagawa Oberschule arbeitete sie in einer Anwaltskanzlei. Mit dreiundzwanzig Jahren schrieb sie ihren ersten Roman. Daneben besuchte sie Autorenkurse bei Masao Yamamura, die vom Kodansha-Verlag angeboten wurden. Ihr Debüt als Autorin hatte sie 1987 mit der Kurzgeschichte Warera ga rinjin no hanzai (我らが隣人の犯罪).
In den folgenden Jahren veröffentlichte sie zahlreiche Romane, die in mehrere Sprachen übersetzt wurden.
Für Kasha erhielt sie 1993 den renommierten Yamamoto-Shūgorō-Preis, und für Riyū (理由) 1998 den Naoki-Preis.
Ihre Romane und Erzählungen umfassen ein breites Spektrum unterschiedlicher Genres, vom Jugendbuch über Science-Fiction und Fantasy bis zu Kriminalromanen. Miyabe ist Mitglied in der Vereinigung der „Mystery Writers of Japan“ (日本推理作家協会, Nihon Suiri Sakka Kyōkai). Ihr Roman Brave Story wurde auch als Anime verfilmt.

## Werke
Deutsche Ausgaben
- Feuerwagen. Roman. be.bra-Verlag, Berlin 2012, ISBN 978-3-86124-912-2. (Originaltitel: Kasha. Übersetzer: Ralph Degen)

Englische Ausgaben
- All She Was Worth. Mariner Books, 1999. (Originaltitel: Kasha. Übersetzer: Alfred Birnbaum)
- Crossfire. Kodansha America, 2006. (Übersetzer: Deborah Iwabuchi, Anna Isozaki)
- Shadow Family. Kodansha America, 2006. (Originaltitel: R.P.G. Übersetzer: Juliet Winters Carpenter)
- Brave Story. VIZ Fiction, 2007. (Übersetzer: Alexander O. Smith)
- The Devil’s Whisper. Kodansha America, 2007. (Originaltitel: Majutsu wa sasayaku. Übersetzer: Deborah Iwabuchi)
- The Book of Heroes. Haikasoru, 2010. (Originaltitel: Eiyu no sho. Übersetzer: Alexander O. Smith)
- The Sleeping Dragon. Kodansha America, 2010. (Originaltitel: Ryū wa nemuru. Übersetzer: Deborah Iwabuchi)
  - Preisträger des 45. Mystery Writers of Japan Award (日本推理作家協会賞 Nihon Suiri Sakka Kyōkai Shō)
- Ico: Castle in the Mist. Haikasoru, 2011. (Übersetzer: Alexander O. Smith)
- Apparitions: Ghosts of Old Edo. Haikasoru, 2013. (Originaltitel: Ayashi. Übersetzer: Daniel Huddleston)
- Puppet Master. Creek & River Co., Ltd, 2014. (Originaltitel: Mohōhan. Übersetzer: Ginny Tapley Takemori)

Französische Ausgaben
- Une carte pour l'enfer. Picquier Poche, Arles 2001, ISBN 2-87730-561-9. (Originaltitel: Kasha. 火車)
- La Librairie Tanabe. Picquier Poche, Arles 1995, ISBN 2-87730-228-8. (Originaltitel: Sabishī karyudo.淋しい狩人)
- Brave Story. Pocket jeunesse. (Originaltitel: Bureibu Stōrī. ブレイブ　ストーリー)
- Du Sang sur la Toile. Picquier Poche, Arles 2010, ISBN 978-2-8097-0185-2. (Originaltitel: R.P.G.)
- Crossfire. Picquier, Arles 2008, ISBN 978-2-8097-0045-9. (Originaltitel: Kurosufaia. クロスファイア)

Japanische Ausgaben
- Perfect Blue (パーフェクト・ブルー) (1989, ISBN 4-488-41101-0)
- Majutsu wa sasayaku = The Devil’s Whisper (魔術はささやく) (1989)
- Warera ga rinjin no hanzai (我らが隣人の犯罪) (1990, ISBN 4-06-148739-6)
- Tōkyō (Water Front) Satsujin boshoku = The Murders in Downtown Tokyo (東京(ウォーター・フロント)殺人暮色, seit 1990 unter dem Titel: 東京下町殺人暮色)
- Level 7 (レベル7) (1990)
- Ryū wa nemuru (龍は眠る) (1991)
- Honjo Fukagawa Fushigi zōshi (本所深川ふしぎ草紙) (1991, ISBN 4-10-136915-1)
- Henji wa iranai (返事はいらない) (1991, ISBN 4-10-136913-5)
- Kamaitachi (かまいたち) (1992)
- Kon’ya wa nemurenai (今夜は眠れない) (1992, ISBN 4-06-148718-3)
- Sunākugari (スナーク狩り) (1992, ISBN 4-334-72409-4)
- Kasha (火車) (1992, ISBN 4-10-136918-6), dt. „Der Feuerwagen“ (2012, ISBN 978-3-86124-912-2)
- Nagai nagai Satsujin (長い長い殺人) (1992, ISBN 4-334-72827-8)
- Torinokosarete (とり残されて) (1992, ISBN 4-16-754902-6)
- Stepfather Step (ステップファザー・ステップ) (1993)
- Furueru Iwa – Reigen Ohatsu Torimonohikae-1 (震える岩 霊験お初捕物控1) (1991)
- Sabishii kariudo (淋しい狩人) (1993)
- Chikagai no ame (地下街の雨) (1994)
- Genshoku Edogoyomi (幻色江戸ごよみ) (1994)
- Yume ni mo omowanai (夢にも思わない) (1995, ISBN 4-04-361102-1)
- Hatsu monogatari (初ものがたり) (1995)
- Itokichi no Koi (糸吉の恋)
- Hatobuesō (鳩笛草) (1995)
- Hitojichi Kanon (人質カノン) (1996, ISBN 4-16-754904-2)
- Gamōtei jiken (蒲生邸事件) (1996)
- Kanninbako (堪忍箱) (1996)
- Tengukaze Reigen Ohatsu Torimonohikae-2 (天狗風 霊験お初捕物控2) (1997, ISBN 4-06-273257-2)
- Kokoro torokasu yō na Masa no Jikenbo (心とろかすような マサの事件簿) (1997, ISBN 4-488-41102-9)
- Riyū (理由) (1998)
- Crossfire (クロスファイア) (1998)
- Bonkura (ぼんくら) (2000)
- Ayashikai (あやし怪) (2000)
- Mohōhan (模倣犯) (2001)
- R.P.G. = Shadow Family (2001, ISBN 4-08-747349-X)
- Dream Buster (ドリームバスター) 1-4 (2001–07)
- Akanbee (あかんべえ) (2002)
- Brave Story (ブレイブ・ストーリー) (2003)
- Dareka (誰か) Somebody (2003)
- ICO -Kirino shiro- (ICO－霧の城－) (2004, ISBN 4-06-212441-6)
- Higurashi (日暮らし) (2005)
- Koshuku no hito (孤宿の人) (2005)
- Namonaki doku (名もなき毒) (2006, ISBN 4-344-01214-3)
- Rakuen (楽園) (2007)
- Osoroshi Mishima yahenchō Hyakumonogatari Kotohajime (おそろし 三島屋変調百物語事始)　(2008)
- Eiyū no sho = The Book of Heroes (英雄の書) (2009)
- Kogure Shashinkan (小暮写真館)　(2010)

### Adaptionen
Miyabes Romane wurden in Japan in mehreren Filmen und Fernsehspielen umgesetzt. Darunter:
- Stepfather Step (2012 Fernsehserie)
- Helpless (2012 koreanische Kinoversion von Kasha)
- Kasha (2011 Fernsehspiel)
- Majutsu wa sasayaku (2011 Fernsehspiel)
- Nagai Nagai Satsujin (2007 Film)
- Brave Story (2006 Animefilm)
- Riyu (2004 Film)
- Mohōhan (2002 Film)
- Crossfire (2000 Film)
- Perfect Blue (2012 Fernsehspiel)
- Kasha: Kādo hasan no onna! (1994 Fernsehspiel)
- Majutsu wa sasayaku (1990 Fernsehspiel)

„Brave Story“ wurde in eine 20-bändige Manga-Serie, gezeichnet von Yōichirō Ono, sowie eine weitere von Akira Himekawa umgesetzt und diente als Vorlage zu drei Videospielen für Sonys PSP, Playstation 2 sowie für Nintendo DS.